# Martinikaanse frank

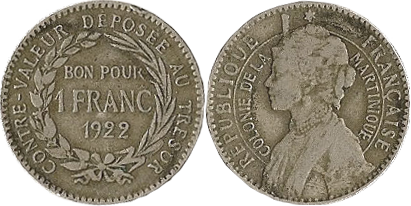
Munt van 1 Franse frank in Martinique

De Martinikaanse frank was tot 2002 de munteenheid van het Franse overzeese departement Martinique. Hij was onderverdeeld in 100 centimes. De Franse frank circuleerde, naast bankbiljetten die tussen 1855 en 1961 specifiek voor Martinique werden uitgegeven, en bankbiljetten die tussen 1961 en 1975 voor Martinique, Frans-Guyana en Guadeloupe (gezamenlijk de Franse Antillen genoemd) werden uitgegeven.

## Munten
In 1897 en 1922 werden munten van cupro-nikkel van 50 centime en 1 frank uitgegeven.

## Bankbiljetten
In 1855 introduceerde de Koloniale Schatkist Bons de Caisse van 1 en 5 frank, gevolgd door 2 en 10 frank in 1884.
In 1874 introduceerde de Banque de la Martinique bankbiljetten van 5 frank, gevolgd door 100 en 500 frank in 1905, 1 en 2 frank in 1915 en 25 frank in 1922. Tussen 1942 en 1945 werd een laatste serie bankbiljetten uitgegeven door de Banque de la Martinique in coupures van 5, 25, 100 en 1000 frank.
In 1944 introduceerde de Caisse Centrale de la France Libre (Centrale kassier van Vrij Frankrijk) bankbiljetten van 1000 frank. In hetzelfde jaar introduceerde de Caisse Centrale de la France d'Outre Mer (Centrale kassier voor overzees Frankrijk) bankbiljetten van 10, 20, 100 en 1000 frank. In 1947 werd een nieuwe serie bankbiljetten geïntroduceerd in coupures van 5, 10, 20, 50, 100, 500, 1000 en 5000. Deze bankbiljetten deelden hun ontwerp met de bankbiljetten uitgegeven voor Frans-Guyana en Guadeloupe.
In 1961 werden de bankbiljetten van 100, 500, 1000 en 5000 frank overstempeld met hun waarden in nouveax franc (nieuwe frank): 1, 5, 10 en 50 nouveax franc. In hetzelfde jaar werd een nieuwe serie bankbiljetten geïntroduceerd met de namen Guadeloupe, Frans-Guyana en Martinique erop. In 1963 nam het Institut d'Emission des Départements d'Outre-Mer (Instituut voor Emissies in de Overzeese Departementen) de papiergeldproductie in de drie departementen over, door bankbiljetten van 10 en 50 nouveax franc uit te geven. Deze werden in 1964 gevolgd door bankbiljetten van 5, 10, 50 en 100 frank, waarbij het woord nouveaux was geschrapt.